# Терлаго
Терлаго (итал. Terlago) — коммуна в Италии, располагается в провинции Тренто области Трентино-Альто-Адидже.
Население составляет 1665 человек (2008 г.), плотность населения составляет 45 чел./км². Занимает площадь 37 км². Почтовый индекс — 38070. Телефонный код — 0461.
Покровителем коммуны почитается святой апостол Андрей, празднование 30 ноября.

## Демография
Динамика населения:

## Администрация коммуны
- Официальный сайт: http://www.comune.terlago.tn.it/